# Leif Jenssen
Leif Gøran Jenssen (Fredrikstad, 1948. március 19. –) olimpiai bajnok norvég súlyemelő.